# Xanthocrambus argentarius
Xanthocrambus argentarius is een vlinder uit de familie grasmotten (Crambidae). De wetenschappelijke naam is voor het eerst geldig gepubliceerd in 1867 door Staudinger.
De soort komt voor in Europa.